# Сорокин, Пётр Питиримович
Пётр Питиримович Сорокин (10 июля 1931 — 24 сентября 2015) — американский физик и один из создателей лазера на органических красителях, сын американского социолога российского происхождения Питирима Александровича Сорокина. Был членом Американской академии искусств и наук и Национальной академии наук США. Внёс значительный вклад в изучение лазеров. Сорокин и коллеги использовали рубиновый лазер для возбуждения инфракрасного лазера на органических красителях.

## Биография

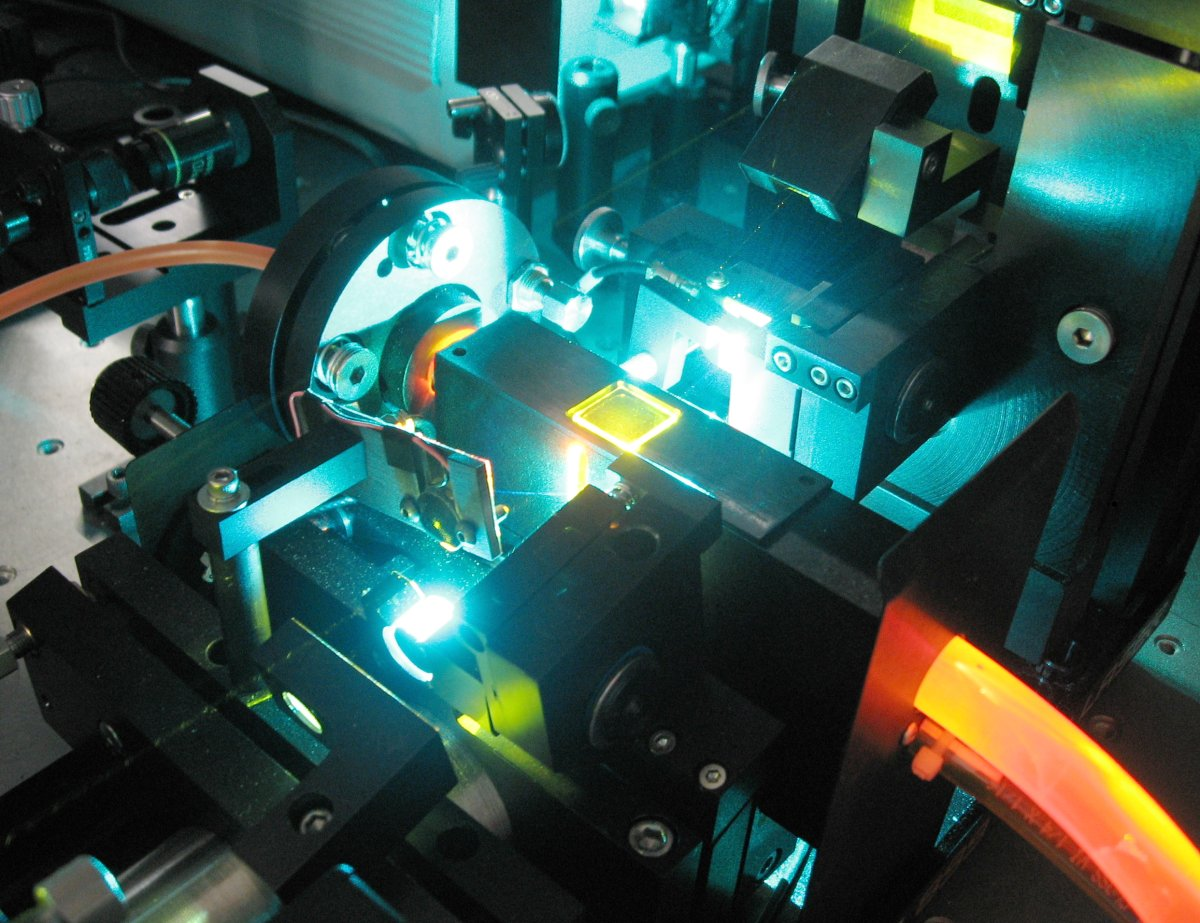

Родился в Бостоне, США (штат Массачусетс) в 1931 году. В 1948 году поступает в Гарвардский университет, где в 1952 году получает степени бакалавра искусств, в 1953 году — бакалавра наук. Спустя пять лет, в 1958 году, П. Сорокин получает степень доктора Гарварда в области прикладной физики.
С 1957 года работал научным сотрудником Исследовательского центра Томаса Ватсона в компании IBM. C 1968 года стал пожизненным научным сотрудником IBM, что считается высочайшим достижением в компании.
В 1960 с М. Дж. Стевенсоном получили стимулированную эмиссию на U3+ : CaF2 -кристалле (λ = 2, 5 мкм и λ = 2,6 мкм).
В 1961 с М. Дж. Стевенсоном и В. Кайзером получил стимулированную эмиссию на Sm2+ : CaF2 -кристалле (λ = 708 нм).
В 1965 году с сотрудниками IBM впервые обнаружил эффект генерации раствора красителя в ходе исследования ряда красителей, используемых в пассивных затворах для рубиновых лазеров.
В 1966 году совместно с Дж. Р. Ланкардом изобрел первый импульсный лазер на красителях с накачкой лазером на рубине (λ = 756 нм). Способность нового прибора плавно менять частоту излучения в широком спектре стала новым словом в лазерной индустрии.
В 1976 году он стал членом Национальной академии наук США.
В 2000 году вышел на пенсию. В последние годы занимался исследованиями в области астрофизики и изучал вопросы строения Вселенной, в частности поглощением света далеких звезд и изучением межзвездного водорода.
Сорокин скончался в возрасте 84 лет 24 сентября 2015 года.

## Достижения
- В 1974 Институт Франклина присудил ему Медаль Альберта Майкельсона.
- В 1978 Оптическое общество присудило ему Премию Вуда.
- В 1983 году Сорокин был удостоен премии Комстока по физике из Национальной академии наук
- В 1984 году за крупный вклад в развитие квантовой электроники и лазеров он был удостоен престижной международной Премии Харви, присуждаемой Израильским технологическим университетом (Технионом) в Хайфе.
- В 1991 году он получил первую премию Артура Л. Шавлова  по лазерной науке[англ.] от Американского физического общества.
- Член Оптического общества Америки[1].